# Frederick Roberts, 1. Earl Roberts

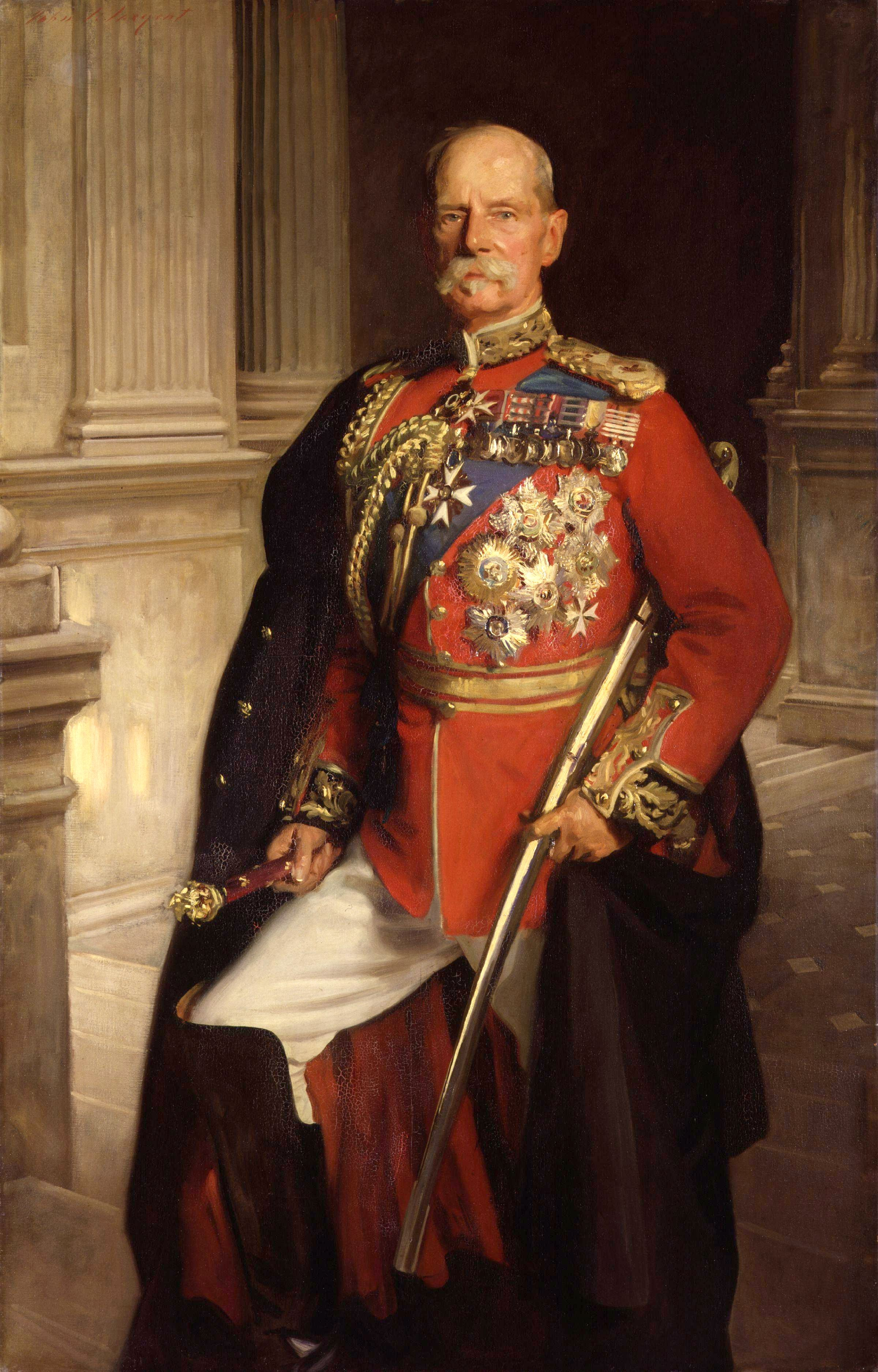
John Singer Sargent: Frederick Sleigh Roberts, 1. Earl Roberts, Öl auf Leinwand, 1906

Roberts in jungen Jahren

Frederick Sleigh Roberts, 1. Earl Roberts, von den von ihm kommandierten Truppen Bobs genannt, VC KG KP GCB OM GCSI GCIE KStJ VD PC (* 30. September 1832 in Kanpur, Indien; † 14. November 1914 in Saint-Omer, Frankreich) war ein britischer Feldmarschall und einer der erfolgreichsten Heerführer des Viktorianischen Zeitalters.

## Leben
Frederick Sleigh Roberts war ein Sohn des Brigadegenerals Sir Abraham Roberts, dessen Familie aus Waterford, Irland stammte; seine Mutter war Isabella Bunbury aus Kilfeacle, Tipperary.

### Erste Einsätze
Nach seiner Kindheit in Indien wurde er in Eton, in der Royal Military Academy Sandhurst und Addiscombe erzogen. Am 20. Februar 1852 reiste er von Southampton über Ägypten nach Indien. Im April begann er seinen Dienst bei der bengalischen Artillerie der Britischen Ostindien-Kompanie in Calcutta und diente dort als Second Lieutenant. Im November 1852 erreichte er Peschawar, an der North West Frontier, wo die Division seines Vaters stationiert war. Roberts diente dort in einer Gebirgsbatterie. Im April 1854 erhielt Roberts wegen häufiger Fieberanfälle einen sechsmonatigen Urlaub, den er in Kaschmir verbrachte. Nach seiner Rückkehr nach Peschawar wurde er als Lieutenant zur berittenen Artillerie versetzt. Im Frühjahr 1855 wurde er, wieder wegen des Fiebers, beurlaubt und ging für acht Monate erneut nach Kaschmir. Ab Sommer 1856 erfolgte seine Verwendung als Quartiermeister. Im Mai 1857 wurde Roberts in den Stab der neu aufgestellten fliegenden Kolonne versetzt. Mit dieser kämpfte er 1857/58 im Sepoy-Aufstand bei Delhi und Lakhnau. Für seinen Einsatz bei Khudaganj erhielt er 1858 das Victoria-Kreuz.
Nach der Auflösung der Armee der Ostindien-Kompanie diente Roberts in der British Indian Army. 1860 zum Brevet-Major befördert, nahm er mit dieser 1863 am Umbeyla-Feldzug teil. 1867/68 war er als Quartiermeister der bengalischen Brigade an der Expedition nach Äthiopien (damals Abessinien) von Robert Cornelis Napier beteiligt. 1868 zum Captain und Brevet-Lieutenant-Colonel befördert, nahm er in derselben Stellung auch am Feldzug 1871/72 gegen Luschai teil. 1872 wurde er zum Major und 1875 zum Brevet-Colonel befördert und wurde 1875 Generalquartiermeister der Bengal Army.

### Anglo-Afghanischer Krieg

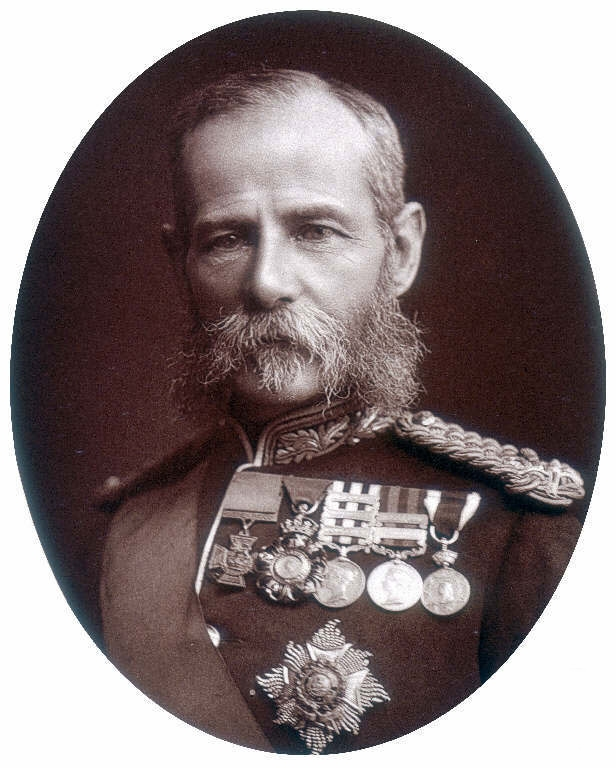
Frederick Sleigh Roberts aus Men of Mark, a Gallery of Contemporary Portraits of Men Distinguished in the Senate, the Church, in Science, Literature and Art, the Army, Navy, Law, Medicine, etc.

1878 führte er im Zweiten Anglo-Afghanischen Krieg die durch das Tal des Kurum über den Paiwarpass vorrückenden Truppen. Daraufhin wurde er 1879 zum Major-General befördert und als Knight Commander des Bathordens in den Ritterstand („Sir“) erhoben. Nach Wiederausbruch des Krieges im September 1879 erhielt er den Oberbefehl über die ca. 10.000 Mann umfassenden Kabul- und Kandahar-Truppen. Am 9. Oktober 1879 besetzte er Kabul, setzte am 22. Juli 1880 Abdur Rahman Khan als Emir von Afghanistan ein und eilte dem nach der Schlacht von Maiwand von Ayub Khan in Kandahar eingeschlossenen General Primrose zu Hilfe, mit dem zusammen er Ayub Khan am 3. September eine entscheidende Niederlage beibrachte. Für seine Leistungen wurde Roberts am 11. Juni 1881 der erbliche Adelstitel Baronet, of the Army, verliehen.
Als der Erste Burenkrieg der Briten gegen die Buren im südlichen Afrika sich wenig vorteilhaft entwickelte, erhielt Roberts im März 1881 den Oberbefehl in Natal und Transvaal. Bei seiner Ankunft war allerdings der Friede bereits geschlossen. Noch im gleichen Jahr wurde ihm das Kommando über die Truppen in der Präsidentschaft Madras übergeben. 1883 wurde er zum Lieutenant-General und im Juli 1885 zum Oberbefehlshaber über die Truppen in ganz Indien ernannt. In dieser Stellung unterwarf er 1886 das erneut aufständische Birma. 1890 wurde er zum General befördert und am 23. Februar 1892 zum Baron Roberts, of Kandahar in Afghanistan and of the City of Waterford, erhoben.
Im November 1892 legte er den Oberbefehl nieder und nahm seinen Sitz im House of Lords ein. 1895 wurde Roberts zum Field Marshal befördert, zum Oberbefehlshaber der Truppen in Irland ernannt und ins Privy Council für Irland aufgenommen. 1897 wurde er in den St.-Patricks-Ordens aufgenommen.

### Burenkrieg
Nach den anfänglichen Misserfolgen der Truppen im Burenkrieg in Südafrika übertrug man ihm erneut den Oberbefehl. Er entsetzte Kimberley und zwang am 27. Februar 1900 den burischen Oberbefehlshaber Piet Cronjé in der Schlacht von Paardeberg zur Kapitulation. Am 13. März nahm er Bloemfontein und am 5. Juni Pretoria ein, woraufhin er den Oranje-Freistaat und die Südafrikanische Republik zu britischen Kolonien erklärte. Der Krieg schien gewonnen und Roberts kehrte nach England zurück. Sein Nachfolger wurde Lord Kitchener, bis dahin sein Stabschef. Die Buren setzten den Widerstand aber noch bis 1902 fort.

### Oberbefehlshaber

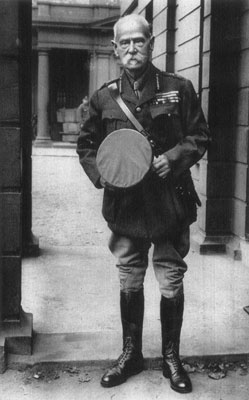
Roberts an seinem 82. Geburtstag

Noch vor seiner Rückkehr wurde er im September 1900 zum Oberbefehlshaber der britischen Armee ernannt. Zudem wurde er am 11. Februar 1901 zum Earl Roberts, of Kandahar in Afghanistan and Pretoria in the Transvaal Colony and of the City of Waterford, und Viscount St Pierre, erhoben und im März 1901 in den Hosenbandorden aufgenommen.
Gegen Ende des 19. Jahrhunderts gab es zwei starke rivalisierende Gruppen in der British Army mit unterschiedlichen Vorstellungen zur Verteidigungspolitik: Der Ashanti-Ring seines Vorgängers im Amt des Oberbefehlshabers Garnet Wolseley, 1. Viscount Wolseley stand dafür, die britischen Truppen im Mutterland zu verstärken, um für einen Krieg gegen Frankreich oder Russland in Europa gerüstet zu sein. Im Gegensatz dazu war die Gruppe um Lord Roberts dafür, die britischen Truppen in Indien zu stärken und dort eine Entscheidung gegen Russland zu suchen (The Great Game).
Aufgrund der Neuordnung der Heeresverwaltung legte er 1904 sein Amt als Oberbefehlshaber nieder, das nun nicht mehr besetzt wurde. Er starb am 14. November 1914, während des Ersten Weltkriegs, in Saint-Omer an einer Lungenentzündung, als er einen Inspektionsbesuch bei den an der Westfront kämpfenden indischen Truppen unternahm. Er wurde in der Westminster Abbey aufgebahrt und in der St Paul’s Cathedral beigesetzt.
Roberts galt als der Brite mit den meisten Namenszusätzen, so genannten post-nominals, außerhalb des Königshauses. Da diese jeweils für einen verliehenen Orden geführt wurden, ist daraus zu schließen, dass kein anderer Brite so viele Auszeichnungen wie er verliehen bekommen hat.

## Ehe und Nachkommen
Am 17. Mai 1859 hatte er Nora Henrietta Bews († 1920) geheiratet. Mit ihr hatte er sechs Kinder, von denen die ersten drei bereits im Kindesalter starben:
- Frederick Henry Roberts (1860–1869);
- Nora Frederica Roberts (1860–1861);
- Eveleen Sautelle Roberts (1868–1869);
- Aileen Mary Roberts, 2. Countess Roberts DBE (1870–1944);
- Hon. Frederick Hugh Sherston Roberts VC (1872–1899), Lieutenant der British Army;
- Ada Edwina Stewart Roberts, 3. Countess Roberts (1875–1955) ⚭ 1913 Henry Frederick Elliott Lewin († 1946), Brigadier-General der British Army.

Da seine beiden Söhne vor ihm gestorben waren, erloschen mit seinem Tod der Baronet- und der Baronstitel. Bei der Verleihung der Earls- und Viscounttitel war bereits bestimmt worden, dass diese auch auf weibliche Nachkommen übergehen können, weshalb seine Tochter Aileen, und bei deren kinderlosem Tod 1944 deren jüngste Schwester Ada, sie erbte. Sein Sohn Frederick erhielt postum das Victoria-Kreuz für seinen Einsatz in der Schlacht von Colenso, in der er tödlich verwundet wurde.

## Orden und Ehrenzeichen
- Victoria-Kreuz (1858)
- Companion des Bathordens (1872)
- Knight Commander des Bathordens (1879)
- Knight Grand Cross des Bathordens (1880)
- Companion des Order of the Indian Empire (1880)
- Knight Grand Commander des Order of the Indian Empire (1887)
- Knight Commander des Order of the Indian Empire (1887)
- Knight Grand Commander des Order of the Star of India (1893)
- Knight Companion des Order of Saint Patrick (1897)
- Knight Companion des Hosenbandordens (1901)
- Ritter des Schwarzen Adlerordens (Deutsches Reich, 1901)
- Knight of Grace des Order of Saint John (1901)
- Knight of Justice des Order of Saint John (1901)
- Member des Order of Merit (1902)
- Volunteer Officers’ Decoration (1908)

## Kandahar-Rennen im Skisport
Roberts als Lord Roberts of Kandahar war Namensgeber des Kandahar Ski Club, dessen Ziel es war, Ski Alpin in Form von Abfahrt und Slalom in der FIS zu etablieren. Der Kandahar Ski Club war wiederum Namensgeber der Arlberg-Kandahar-Rennen in St. Anton am Arlberg, welche zu diesem Zweck ab 1928 veranstaltet wurden und die erste Alpine Kombination in der Geschichte des Skisports darstellten. Neben St. Anton kamen später Mürren (1931), Chamonix (1948), Sestriere (1951) und Garmisch (1954) als Austragungsorte von Kandahar-Rennen hinzu, welche sich alle bis auf Mürren noch regelmäßig im Rennkalender der FIS wiederfinden.

## Veröffentlichungen
- The Rise of Wellington. Low, Marston & Co., London 1895.
- Forty-one years in India. 1st Edition in one volume. Richard Bentley & Sons, London 1898 – a Project Gutenberg e-book (deutscher Titel: Einundvierzig Jahre in Indien. Verlag Siegismund, Berlin 1904).
- The Supreme Duty of the Citizen at the Present Crisis. The Last Message to his Fellow-Countrymen by Field-Marshal Earl Roberts. Williams & Norgate, London 1914.